# Carl Michael Ziehrer
Carl Michael Ziehrer (Wenen, 2 mei 1843 – aldaar, 14 november 1922) was een Oostenrijks componist en dirigent. Hij was de laatste K.u.K. Hofballmusikdirektor.

## Levensloop
Ziehrer leerde eerst bij zijn vader het beroep als hoedenmaker. Hij speelde ook piano, waarvoor hij bij Simon Sechter muziekles kreeg, en schreef op 19-jarige leeftijd zijn eerste kleine composities. De muziekuitgever Carl Haslinger, die ook vele walsen van Johann Strauss had gepubliceerd, had veel vertrouwen in Ziehrer en publiceerde ook diens werken. Haslinger stelde Ziehrer voor aan goede leraren voor orkestdirectie en compositie, onder andere professor Emmerich Hasel, en steunde Ziehrer ook in andere zaken. Zo kon Ziehrer op 21 november 1863 het eerste concert in de Dianabadzaal in Wenen met een nieuw opgericht orkest dirigeren. Kort daarna werd hij kapelmeester van een militair muziekkorps in Wenen.
In 1865 engageerde het Weense tuinbouwgezelschap voor de bloemenzalen, waar hij als zogenoemde Ballregent werkzaam was en meerdere nieuwe composities van hem in première gingen.
Hij werd in november 1867 benoemd tot kapelmeester van het arbeiders-opleidingsproject. Bij de jaarwisseling van 1868/1869 was de militaire kapel van het Infanterie-Regiment Nr. 55 van Generalmajor Leopold Graf Gondrecourt, dat naar Wenen verplaatst was, op zoek naar een nieuwe dirigent. Niemand was daarvoor beter geschikt dan Ziehrer. Toen speelde hij met zijn militaire kapel in dezelfde locaties dansmuziek als tevoren met zijn civiele orkest. In 1870 kreeg hij zijn eerste eigen orkest en tijdens de Wereldtentoonstelling van 1873 had hij opnieuw een eigen groot orkest; in deze tijd was hij ook uitgever van de Deutsche Musikzeitung. Toen wisselde hij ook van uitgever en publiceerde voortaan bij Doblinger. In 1873 werd hij opnieuw militair kapelmeester, nu bij de kapel van het West-Hongaarse Infanterie Regiment Nr. 76 van Franz Freiherr von John, in Eisenstadt.
Voor een korte tijd was hij in Berlijn werkzaam en leerde daar ook zijn latere echtgenote Marianne Edelmann, een goede operettezangeres, kennen.
In 1885 werd hij opnieuw militair kapelmeester van de kapel van het Weense huisregiment, de Hoch- und Deutschmeister Nr. 4. Met deze militaire kapel kreeg hij de doorbraak, die tevens het eind aankondigde van de era van de Strauss-dynastie, en hij reisde door Oost-Europa en naar vele steden in Duitsland. Deze concertreizen waren zeer succesvol, hij werd een efficiënt dirigent en zij brachten hem een grote reputatie. Hij ging met zijn kapel ook naar de Wereldtentoonstelling van 1893 in Chicago. Ook deze reis werd een groot succes. Bij terugkomst werd hij als kapelmeester ontslagen, omdat hij te laat van vakantie terugkwam.
Maar hij werkte hard als componist en dirigent. In deze tijd schreef hij onder andere de walsen Wiener Mad'ln, op. 388 en Wiener Bürger, op. 419. Ook zijn operettes kwamen vast op de programma's van de operettehuizen. Ziehrer werd de lieveling van het Weense publiek.
Het hoogtepunt van zijn carrière was ongetwijfeld de benoeming tot Hofballmusikdirektor in 1907. Hij was na Johann Strauss (vader), Johann Strauss (Sohn) en Eduard Strauß de vierde en laatste met deze titel. Tijdens de Eerste Wereldoorlog verloor hij zijn hele vermogen en hij leefde de laatste jaren in armoede.
Als componist schreef hij rond 600 dansen en marsen en 22 operettes. Als militaire kapelmeester was hij dirigent van de kapellen van het Infanterie Regiment Nr. 55 te Wenen, van het Infanterie Regiment Freiherr von John Nr. 76 en van het befaamde Infanterieregiment Hoch- und Deutschmeister Nr. 4 te Wenen. Voor het Infanterieregiment Nr. 55 schreef hij de regimentsmars 55er-Defilier-Marsch (Zubrzicki-Marsch), in 1869 opgedragen aan de regimentscommandant Oberst C. von Zubrzicki.

## Composities

### Werken voor orkest
- 1878 "Verliebt" uit de operette "König Jérôme"
- 1887 Lieblingsfarben, op. 126
- 1890 Wiener Bürger, wals, op. 419
- 1899 Engerin Walzer, op. 484
- 1901 "Entree der Schauspieler" uit de operette "Die drei Wünsche"
- 1901 "Es war ein süsser holder Trug" uit de operette "Die drei Wünsche"
- 1901 "Schön Gretelein" uit de operette "Die drei Wünsche"
- 1901 "So lügen die Männer auf Rosenpapier" uit de operette "Die drei Wünsche"
- 1904 Hereinspaziert!, wals, op. 518
- 1904 Sport-Marsch uit de operette "Der Schätzmeister", op. 519
- 1904 Maus-Marsch uit de operette "Der Schätzmeister", op. 520
- 1907 "Gib acht wenn in deinem Herzen sich's regt" uit de operette "Ein tolles Mädel"
- 1907 "Noch einmal bluht im Jahr der Mai" uit de operette "Ein tolles Mädel"
- 1908 "Lieben ist leicht" uit de operette "Der Liebeswalzer"
- 1910 Buberl komm!, wals uit de operette "Die drei Wünsche", op. 505
- 1910-1911 "Herz du bist ein dummes Ding" uit de operette "Ball bei Hof"
- 1913 Das war der erste Walzer, Wiener-Lied uit de operette "Der Husarengeneral"
- 1914-1915 "Was sollen die Märchen was sollen die Träume" uit de operette "Das dumme Herz"
- Wiener Tanzweisen, wals, op. 1
- Die Lustigmacherin, polka, op. 4
- Milostenka, polka, op. 9
- Aus dem Wiener Leben, op. 30
- Immergrün, op. 36
- 100.000 Éljen, csárdás, op. 51
- Männerherz, op. 54
- Ein Blick nach Ihr!, polka snel, op. 55
- D'kernmad'In, originele dansen vanuit Stiermarken, op. 58
- Badner Park-Polka, polka, op. 65
- Auf hoher See, wals, op. 66
- Mamsell Übermuth, polka française, op. 69
- Im Fluge, polka schnell, op. 78
- Freudenauer Wettrennen, op. 87
- In's Herz, op. 95
- Hat ihn schon, op. 100
- Fachblätter, wals, op. 102
- Kunst und Natur, op. 103
- Ländlich sittlich, op. 110
- Döblinger Elite-Polka, polka française, op. 112
- Giskra, op. 114
- Die beiden Nachtigallen, op. 128
- Khedive-Marsch, op. 149
- Franz Josef-Marsch, op. 151
- Gondrecourt-Marsch, op. 158
- Cis und Trans, polka mazurka, op. 161
- Fidele Grundsätze, wals, op. 162
- Im Schwarzwald, op. 164
- Wiener Spezialitaten Walzer, op. 170
- Walzer der Kaiserin, op. 177
- Fürst Karol, op. 195
- Schlagfertig, op. 198
- Colibri, polka française, op. 199
- Nach dem Zapfenstreich, polka schnell, op. 204

- Wienerisch! (Souvenir de Vienne), wals, op. 211
- Wiener Luft, wals, op. 278
- John, mars, op. 285
- Wiener Volkspoesie, wals, op. 314
- Volksgarten-Sträußchen, wals, op. 315
- Neue Welt-Blümchen, polka, op. 316
- Verliebt, Romanze, op. 319
- Wie man im Himmel lebt, wals, op. 322
- Das liegt bei uns im Blut, polka mazurka, op. 324
- Leben heißt genießen, polka schnell, op. 325
- Vinea-Galopp, op. 332
- Alt Wien (Vieux Vienne)), wals, op. 366
- "'s ist mein echt's Wienerblut", mars, op. 367
- Liebesbrief, polka francais, op. 370
- Das liegt bei uns im Blut!, polka mazurka, op. 374
- Metternich Gavotte, op. 378
- Echt Wienerisch, liederen en dansen, op. 381
- Faschingskinder, wals, op. 382
- Tanz-Poesie, polka mazurka, op. 383
- Pfiffig, polka française, op. 384
- Loslassen!, polka schnell, op. 386
- Schneidig!, polka française, op. 387
- Weaner Mad'ln, wals, op. 388
- Busserl, polka mazurka, op. 389
- Endlich allein!, polka française, op. 390
- Ohne Tanz kein Leben!, wals, op. 391
- Faschings-Beilage, polka française, op. 392
- Die Dorfschönen, ländler, op. 393
- Münchner Kindl, polka française, op. 395
- Sei wieder guad, Lied, op. 396
- Militärisch Polka, Polka française, op. 397
- Vergnugungszugler!, op. 398
- Mitzerl, polka mazurka, op. 399
- Couragiert!, mars, op. 401
- "Hab'ns a Idee!" polka schnell, op. 403
- Ballfieber, polka française, op. 406
- Das Buch der Liebe!, polka française, op. 413
- Natursänger, wals, op. 415
- Lachn kosen tanzen!, op. 416
- Sensations Nachricht!, op. 418
- Herzens-Barometer, polka mazurka, op. 421
- Phonographen Walzer, op. 423
- Wiener Ball-Fotografien, wals, op. 425
- Wurf-Bouquet, polka mazurka, op. 426
- Der Vater des Regiments, op. 431
- Backfischerln, wals, op. 432
- Nervös, polka francais, op. 433
- Liebesrezepte, wals, op. 434
- Großstädtisch - La vie mondaine, polka, op. 438
- Werner-Marsch, op. 439
- Gebirgs-Kinder, wals, op. 444
- Frauenlogik, polka mazurka, op. 445
- Donausagen, wals, op. 446
- Matrosen, polka, op. 449
- Clubgeister, wals, op. 452
- Cavallerie, polka française, op. 454
- Columbus Marsch, mars, op. 457
- Märchen aus Alt-Wien, wals, op. 458
- Sternenbanner, mars, op. 460
- Jugendstreiche, polka, op. 461
- Meerleuchten, wals, op. 462
- Nascherie, polka mazurka, op. 463

- Nachtschwärmer, wals, op. 466
- Wo mein Wiege Stand, wals, op. 468
- Parfum, wals, op. 469
- Zrinyi-Marsch, op. 470
- Schneeballen, wals, op. 471
- Civil und Militär, wals, op. 474
- Es gibt kein zweites Wien!, mars, op. 475
- Mein Vaterland Mein Österreich!, op. 477
- Ziehrereien, wals, op. 478
- Engerln, wals, op. 484
- Teuferln, wals, op. 485
- Singen, Lachen, Tanzen, wals, op. 486
- Die kleine Witwe, op. 487
- In lauschiger Nacht, wals, op. 488
- Mimi-Walzer, op. 489
- In flagranti, polka francais, op. 491
- Electrisch, polka schnell, op. 492
- Unanfechtbar!, mars, op. 494
- Neues Jahrhundert, neues Leben, wals, op. 498
- Mein Herz hängt an Wien, wals, op. 500
- Auf! In's XX. Jahrhundert, mars, op. 501
- Von der Donau zur Spree, wals, op. 502
- So leb' n wir alle Tage, op. 503
- In jungen Jahren, op. 504
- Comödianten-Marsch, op. 507
- Sternschnuppen, polka schnell, op. 510
- Regentropfen, op. 514
- Samt und Seide, wals, op. 515
- Sei brav, wals naar motieven uit de operette "Fesche Geister", op. 522
- Goldene Jugendzeit, gavotte, op. 523
- Vorwärts, ganze Compagnie!, mars uit de operette "Fesche Geister", op. 524
- Fächerpolonaise, op. 525
- Liebeswalzer, wals, op. 537
- Wenn man Geld hat, ist man fein!, mars, op. 539
- Alt-Wien, lied, op. 544
- Biedermeier, wals, op. 546
- Casimir, wals, op. 551
- O diese Husaren!, wals, op. 552
- Ich Iach'!, wals, op. 554
- Kulturbilder (Concordia-), wals, op. 563
- Auersperg
- Backfischerln, wals
- Der Husarengeneral
- Der Schatzermeister
- Der schone Rigo
- Diesen Kuß der ganzen Welt
- Fahnen-Lieder, wals
- Freundin und Freund
- Goldene Jugendzeit, gavotte
- Kuß-Polka
- Leben und leben lassen!, wals
- Märchen der Liebe bist du schon erwacht
- Mein Herz hängt an Wien
- Mein liebster Schatz, polka française
- Mein schones Ungarland
- Nachtschwalbe, polka française
- Pfiffig Polka
- Quadrille uit de operette "Der Schätzmeister"
- Samt und Seide, wals uit de operette: "Der Fremdenführer"
- Sei gepreisen du lauschige Nacht, wals
- Unsere Edelknaben, wals

### Werken voor harmonieorkest
- 1869 55er-Defilier-Marsch (Zubrzicki-Marsch)
- 1904 Sport-Marsch, op. 519
- 1913 Husarenstreiche, mars naar motieven uit de operette "Der Husarengeneral"
- 100.000 Éljen, csárdás, op. 51
- Alt Wien, op. 544
- Auf! In's XX. Jahrhundert, mars, op. 501
- Badner Park Polka, op. 65
- Beim Militär, mars, op. 516
- Boshaft!, polka française, op. 424
- Busserl Polka, polka mazurka, op. 389
- Colibri, op. 199
- Columbus Marsch, mars, op. 457
- Couragiert!
- Der Zauber der Montur, mars uit de operette "Die Landstreicher", op. 493
- Der Traum eines österreichischen Reservisten - Großes militärisches Tongemälde
- Der Vater des Regiments, marslied voor flügelhoorn solo en harmonieorkest, op. 321
- Die Rudolfsheimerin
- Donato Polka, op. 17
- Dorner-Marsch, op. 377
- Echt Wienerisch, op. 381
- Fächerpolonaise, op. 525
- Fahnen-Marsch, op. 440
- Faschings Beilage, op. 392
- Faschingskinder, wals, op. 382
- Fesch und schneidig muss er sein uit de operette "Die drei Wünsche"

- Fesche Geister Ouverture
- Freiherr von Schönfeld-Marsch, op. 422
- Gebirgskinder Walzer
- Glocken-Marsch
- Guggenberger Marsch, op. 414
- Hempfling-Marsch, op. 277
- Herreinspaziert!, wals, op. 518
- Hoch und Nieder, mars, op. 372
- Hubertus-Marsch
- Hyrtl-Marsch, op. 215
- Im Fluge
- Ja, beim Militär, marslied
- Jugendstreiche, op. 461
- Kaiser Karl-Marsch
- Kinderlieder-Marsch
- Krönungs-Marsch
- Lachen, Rosen, polka mazurka
- Lasalle-Marsch, op. 129
- Leben heißt genießen, polka schnell, op. 325
- Leipziger Couplet, op. 221
- Märchen aus Alt Wien, wals, op. 458
- Mamsell Ubermuth, op. 69
- Mein Feld die Welt, mars, op. 499
- Militärmarsch, op. 321
- Musestunden
- Nachtschwarmer, op. 466
- Nervös, polka francais, op. 433
- Ohne Sorgen, polka, op. 104
- Ouverture uit de operette "Fesche Geister"
- Ouverture en selektie uit de operette "Die Landstreicher"

- Regentropfen, wals, op. 514
- Rende-vouz!, polka française, op. 380
- Rigo-Marsch, op. 470
- Rumänische Polka
- "'S ist mein echt's Wienerblut", op. 367
- Salut fur Carl Michael
- Schneidig (Semper fidelis), polka française, op. 387
- Sei wieder guad, op. 396
- Selectie uit de operette "Der Fremdenführer"
- Selectie uit de operette "Die Landstreicher"
- Soldaten-Lieder (Walzer), op. 160
- Strohfeuer
- Tambour Marsch, op. 482
- Tanz Poesie, polka mazurka, op. 383
- Türkischer Festmarsch, op. 89
- Um die Wette
- Unanfechtbar!, mars, op. 494
- Ur-Wiener, polka française, op. 371
- Verborgene Perlen, op. 467
- Vinea-Galopp, galop, op. 332
- Wacht an der Donau, mars, op. 385
- Walsenselectie uit de operette "Der Schätzmeister"
- Wann der Ziehrer spielt
- Weaner Mad'ln, wals, op. 388
- Wiener Bürger, wals, op. 419
- Wiener Luft, op. 411
- Wiener Marsch, op. 439
- Wiener Theater-Quadrille, op. 184
- Zrinyi-Marsch, Hongaarse mars, op. 470

### Muziektheater

#### Operette
| Voltooid in | titel | aktes                    | première                                                                                                  | libretto                                                                                     |
| ----------- | --- | ------------------------ | --- | -------------------------------------------------------------------------------------------- |
| 1866        | Mahomed's Paradies                                                                                              | 1 akte                   | 26 februari 1866, Nieuw-Wenen, Harmonietheater                                                            | van de componist                                                                             |
| 1872        | Das Orakel zu Delfi                                                                                             | 2 aktes, 5 taferelen     | 21 september 1872, Linz, Landestheater                                                                    | Carl Costa                                                                                   |
| 1875        | Cleopatra oder Durch drei Jahrtausende; (samen met: Richard Genée en Max von Weinzierl)                         | 3 afdelingen             | 13 november 1875, Wenen, Komische Oper                                                                    | J. Steinher                                                                                  |
| 1878        | König Jérôme oder Immer lustick!                                                                                | 4 aktes                  | 28 november 1878, Wenen, Ring-Theater                                                                     | Adolf Schirmer                                                                               |
| 1879        | Der kleine Don Juan                                                                                             |                          | november 1879, Boedapest, Deutsches Theater                                                               |                                                                                              |
| 1880-1881   | Wiener Kinder                                                                                                   | 3 aktes                  | 19 januari 1881, Wenen Carltheater                                                                        | Leopold Krenn en Carl Wolff                                                                  |
| 1888        | Ein Deutschmeister                                                                                              | 3 aktes                  | 30 november 1888, Wenen, Carltheater                                                                      | Richard Genée en Bruno Zappert                                                               |
| 1889        | Wiener Luft | 3 aktes, 5 taferelen     | 10 mei 1889, Wenen, Theater an der Wien                                                                   | Benno Rauchenegger                                                                           |
| 1890        | Der bleiche Zauberer                                                                                            | 1 akte                   | 20 september 1890, Wenen, Theater an der Wien                                                             | Isidor Fuchs, gebaseerd op een Indiaans verhaal van James Fennimore Cooper                   |
| 1898        | Der schöne Rigo                                                                                                 | 2 aktes                  | 24 mei 1898, Wenen, zomertheater "Venedig in Wien"                                                        | Leopold Krenn en Carl Lindau                                                                 |
| 1899        | Die Landstreicher                                                                                               | voorspel en 2 aktes      | 29 juni 1899, Wenen, zomertheater "Venedig in Wien"                                                       | Leopold Krenn en Carl Lindau                                                                 |
| 1901        | Die drei Wünsche                                                                                                | voorspel en 3 aktes      | 9 maart 1901, Wenen, Carltheater                                                                          | Leopold Krenn en Carl Lindau                                                                 |
| 1902        | Der Fremdenführer                                                                                               | voorspel en 3 aktes      | 11 oktober 1902, Wenen, Theater an der Wien                                                               | Leopold Krenn en Carl Lindau                                                                 |
| 1904        | Der Schätzmeister                                                                                               | 3 aktes                  | 10 december 1904, Wenen, Carltheater                                                                      | Alexander Engel en Julius Horst                                                              |
| 1905        | Fesche Geister                                                                                                  | voorspel en 2 afdelingen | 7 juli 1905, Wenen, zomertheater "Etablissement, Venedig"                                                 | Leopold Krenn en Carl Lindau                                                                 |
| 1906        | Über'n großen Teich; (samen met: Edmund Eysler, Bela von Ujj en F. Ziegler)                                     |                          | 2 september 1906, Wenen, Theater an der Wien                                                              | Adolph Philipp voor het Oostenrijkse theater bewerkt door F. Antony                          |
| 1906        | Die Spottvogelwirtin                                                                                            | 3 aktes                  | 1906, Wenen                                                                                               | Rudolf Oesterreicher                                                                         |
| 1907        | Ein tolles Mädel (Engels: Mlle Mischief)                                                                        | voorspel en 2 aktes      | 24 augustus 1907, Wiesbaden, Danzers Orpheum; Engelse versie: 28 september 1908, New York, Lyric Theatre; | Wilhelm Sterk (naar: Kurt Kraatz en Heinrich Stobitzer) (Engelse vertaling: Sydney Rosenfeld |
| 1907        | Am Lido | 1 akte                   | 31 augustus 1907, Wenen, Kolosseum                                                                        | Ottokar Tann-Bergler en Alfred Deutsch-German                                                |
| 1908        | Der Liebeswalzer                                                                                                | 3 aktes                  | 24 oktober 1908, Wenen, Raimund-Theater                                                                   | Robert Bedanzky en Fritz Grünbaum                                                            |
| 1909        | Die Gaukler | 1 akte                   | 6 september 1909, Wenen, Apollotheater                                                                    | Emil Golz en Arnold Golz                                                                     |
| 1909        | Herr und Frau Biedermeier                                                                                       | 1 akte                   | 9 januari 1909, München, Lustspieltheater, "Kleine Bühne"                                                 | Wilhelm Sterk                                                                                |
| 1910-1911   | Ball bei Hof | 3 aktes                  | 22 januari 1911, Szczecin, toen: Stettin, Stadttheater                                                    | Wilhelm Sterk (naar het blijspel "Hofgunst" van Thilo von Trotha)                            |
| 1911        | In fünfzig Jahren - "Zukunftstraum einer Küchenfee"                                                             | 2 aktes                  | 13 januari 1911, Wenen, Ronacher                                                                          | Leopold Krenn en Carl Lindau                                                                 |
| 1912        | Manöverkinder                                                                                                   | 2 aktes                  | 22 juni 1912, Wenen, zomerpodium "Kaisergarten" (voormalig "Venedig")                                     | Oskar Friedmann en Fritz Lunzer                                                              |
| 1913        | Der Husarengeneral; nieuwe versie van Manöverkinder,                                                            | 3 aktes                  | 3 oktober 1913, Wenen, Raimundtheater                                                                     | Oskar Friedmann en Fritz Lunzer                                                              |
| 1913        | Fürst Casimir                                                                                                   | 3 aktes                  | 13 september 1913, Wenen, Carltheater                                                                     | Max Neal en Max Ferner                                                                       |
| 1914        | Das dumme Herz                                                                                                  | 3 aktes                  | 27 februari 1914, Wenen, Johann Strauß-Theater                                                            | Rudolf Oesterreicher en Wilhelm Sterk                                                        |
| 1916        | Im siebenten Himmel                                                                                             | 3 aktes                  | 26 februari 1916, München, Theater am Gärtnerplatz                                                        | Max Neal en Max Ferner                                                                       |
| 1930        | Die verliebte Eskadron, bewerking en samenstelling door Karl Pauspertl                                          | 3 aktes                  | 11 juli 1930, Wenen, Johann-Strauß-Theater                                                                | Wilhelm Sterk (naar B. Buchbinder)                                                           |
| 1958        | Deutschmeisterkapelle (arrangement van Max Schönherr)                                                           |                          | 30 mei 1958, Wenen, Raimundtheater                                                                        | Hubert Marischka en Rudolf Oesterreicher                                                     |
|             | Der Kriegsberichterstatter; (samen met: Edmund Eysler, Bruno Granichstaedten, Oskar Nedbal, Charles Weinberger) |                          | | Rudolf Oesterreicher en Wilhelm Sterk                                                        |

### Werken voor piano
- Rendez-vous, Polka française, op. 380
- Im Wiener Dialekt, wals